# Normannok

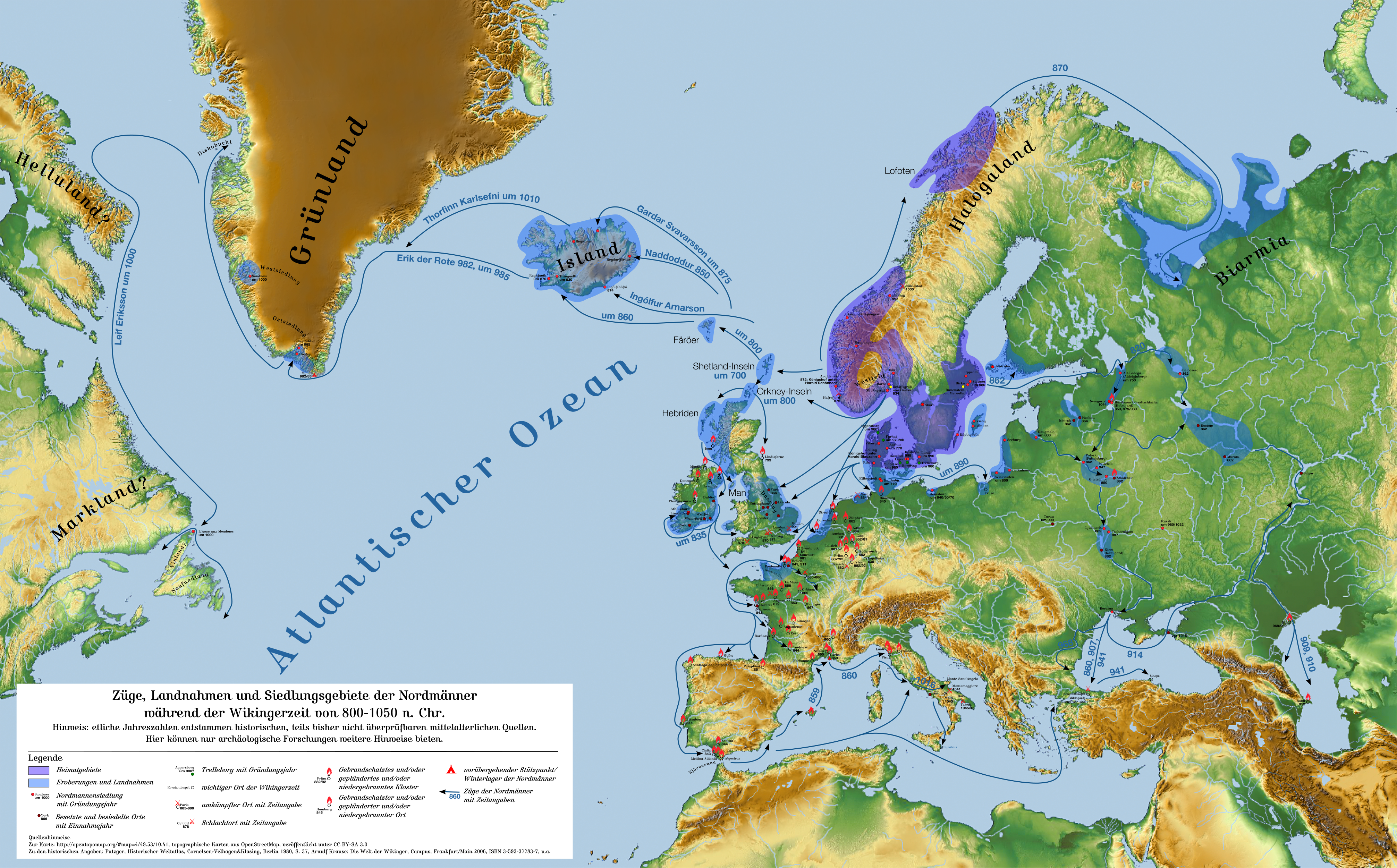
Viking (normann) kalandozások és legyőzött területek 800–1050 között. (lila: törzsterület) - (német nyelvű)

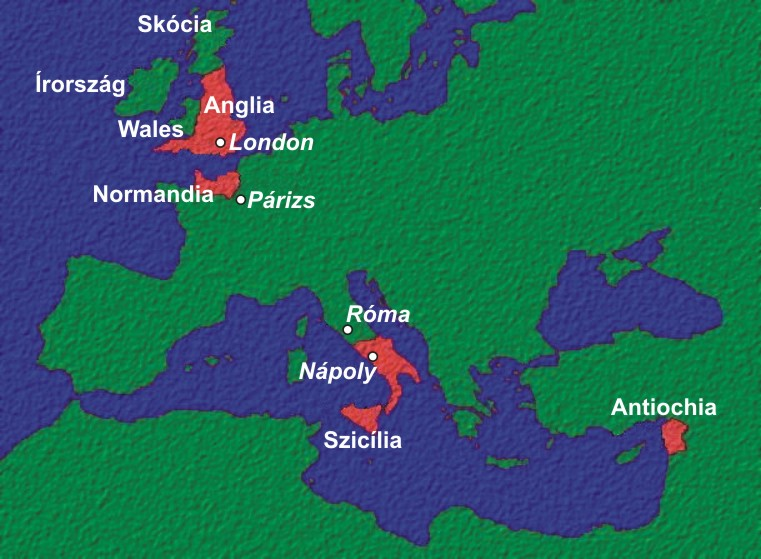
A normannok által elfoglalt területek, 11. század

A normann skandináv eredetű nép, amely jelentős szerepet játszott Európa 9–13. századi történelmének alakulásában. A normann név jelentése „északi ember”, és eredetileg a mai Dánia, Norvégia és Svédország lakóit jelölte, más néven a vikingeket.
A normannok rövid történelmük folyamán elfoglalták Angliát, Dél-Itáliát és Szicíliát, de Észak-Afrikába és a Közel-Keletre is eljutottak. A hely és a kor kívánalmainak megfelelően változtatták kultúrájukat, nyelvüket. Skandináv hódítókból lettek frank keresztesek, majd bizánci hűbérurak vagy a dél-itáliai feudális uralkodó elit tagjai. Kultúrájukba beépítették mindazt, amivel hódításaik során megismerkedtek, s ez elősegítette más népek kulturális örökségének fennmaradását és továbbélését.

## Normandia
A pogány vikingek a 9. században többször is betörtek a Nyugati-frank Királyság területére, egészen addig, míg III. Károly a hagyomány szerint 911-ben egy Rollo nevű normann vezérnek nem adott egy nagy területet a Szajna alsó folyásánál, valószínűleg azért, hogy Rollo az embereivel védje meg a Szajna-völgyet a támadások ellen. Ez abban a korban egyáltalán nem volt kivételes, hiszen így alakult meg többek között Flandria és Aquitánia hercegsége is. A normannoknak adományozott területet ettől fogva Northmanniának, az „északi emberek” földjének kezdték nevezni, de a név hamarosan Normanniára, majd Normandiára változott.
Normandia 10. századi társadalmi berendezkedéséről többféle elképzelés él a tudósok között. A legvalószínűbb, az erősen hiányos források és a kutatások által legjobban alátámasztott feltételezés szerint a normannok a francia urak helyét elfoglalva lettek a terület gazdái, s alattvalóik francia parasztok voltak. A nagy Karoling-kori birtokok nem bomlottak fel, azokat a herceg egy az egyben vette át, így a leggazdagabb lett valamennyi nemese közül, s volt olyan gazdag, mint a királyság bármelyik hercege.

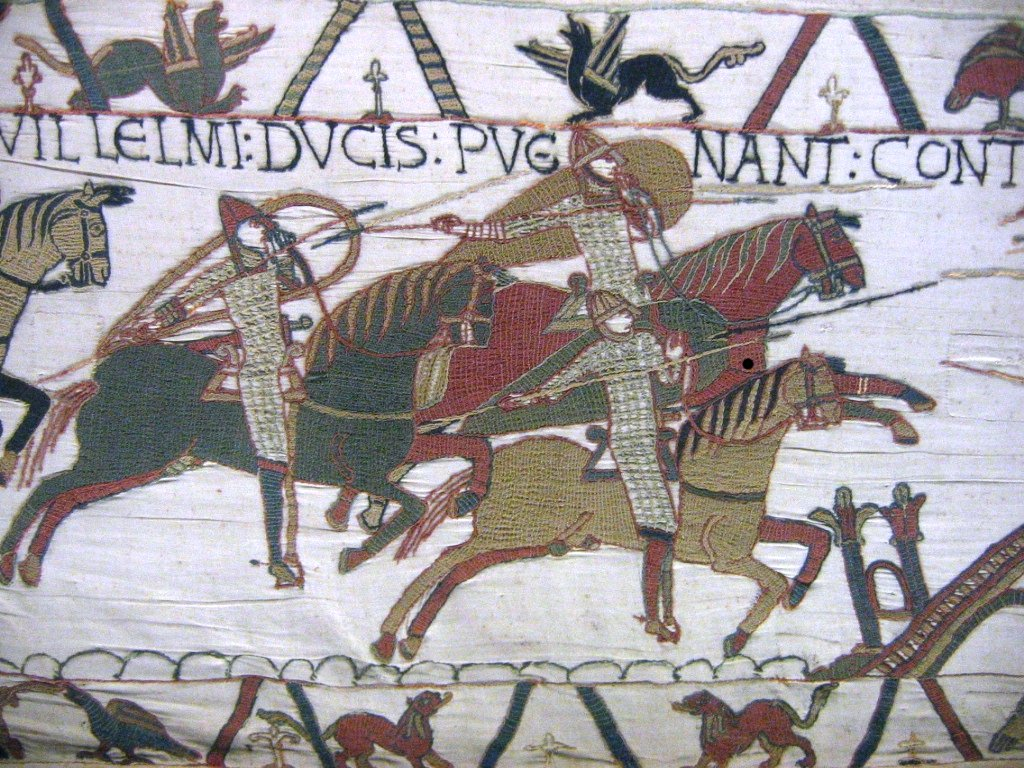
Normann lovagok ábrázolása a bayeux-i kárpiton

Normandia a többi hercegség közül kivált jól szervezett államával és katonai erejével. A viking villámtámadásokra alkalmas katonai szervezetet átalakították egy védelemre és szabályos háborúzásra alkalmas szervezetté, és ettől fogva újra lehetett hallani katonai sikereikről. A normann hercegek vagyonuk nagy részét seregük megszervezésére áldozták, és egy normann lovagnak nem lehetett nagyobb büszkesége, mint harci fegyverzete és jó lova. A bayeux-i kárpit alkotói is nagy súlyt fektettek a katonai előkészületek ábrázolására, a katonák felszerelésének bemutatására.
Miután letelepedtek, és felvették a kereszténységet, elkezdődött asszimilációjuk. Rollo bizonyíthatóan egy előkelő francia nemes lányát vette feleségül, s valószínű, hogy a többi normann nemes is kiépítette családi kapcsolatait a francia nemességgel. Nyelvcsere zajlott le, nem a skandináv nyelvet beszélték többé, hanem a franciát. Amikor a háborúkban sikereket értek el, elkezdtek tapasztalt harcosokat toborozni, akik szolgálataikért földet kaptak. Így kerültek soraikba már a 11. század elején többek között francia és breton lovagok is. Történészek kimutatták, hogy a Hódító Vilmossal Angliába érkezett normannak hitt családok legtöbbje nem normann eredetű volt. Ebben az időben a „normann” szó már Normandiából származó francia embert jelentett.

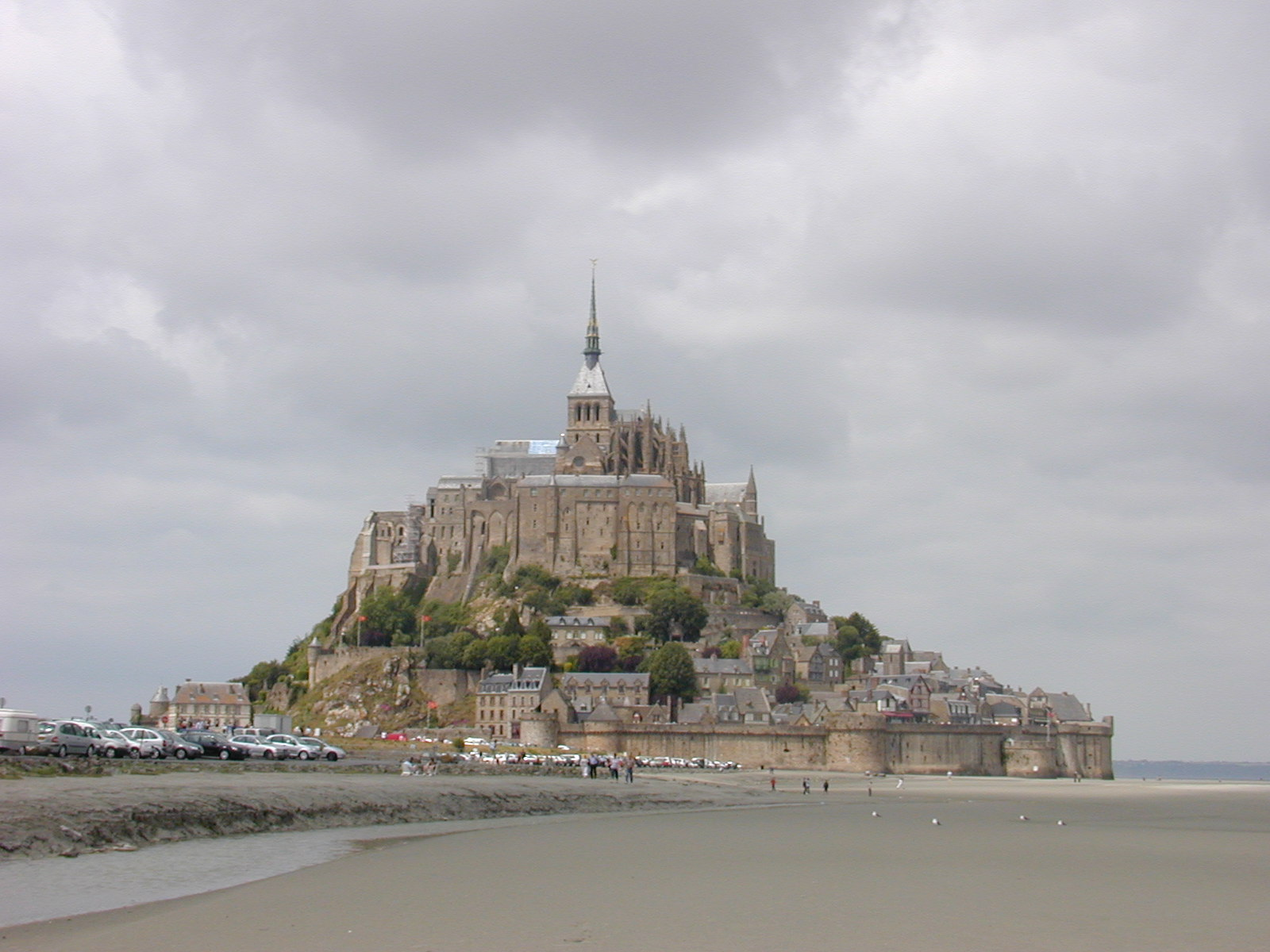
Mont-Saint-Michel kolostora, amelynek központi épületegyüttesét a normannok 1017-ben kezdték építeni

A normann hercegek nagy szerepet vállaltak a gyakori viking támadások által gazdaságilag és erkölcsileg megtépázott egyház helyreállításában is. Az elmenekült szerzetes közösségek nagy része visszatérve visszakapta birtokait, majd II. Richárd herceg megnyerte a fécamp-i kolostor számára a nagynevű teológust, Volpianói Vilmost, akinek tevékenységével elkezdődött a normann egyház fénykora. Kolostorokat alapítottak, reformokat vezettek be, és sok tehetséges, külföldi szerzetest vonzottak Normandiába. Közülük a legjelentősebb az Itáliából származó Lanfranc volt, aki Becben, egy eldugott, szegény kolostorban nagy hírű iskolát hozott létre, amelyet Európa minden szegletéből felkerestek a tanulni vágyó diákok. Itt tanult többek között a későbbi II. Sándor pápa is. Lanfranc később canterburyi érsek lett, mint ahogy utódja Bec élén, Canterburyi Szent Anzelm is.
Normandia már nem a barbárok földje volt, hanem olyan hercegség, ahol hatalmas összegeket bocsátottak a kultúra, a művészet rendelkezésére. A normannok messze távolodtak gyökereiktől, és már nem a skandináv világhoz tartoztak, hanem a francia fejlődés élvonalához.

### Normandia hercegei Hódító Vilmosig
- Rollo (911–931)
- I. (Hosszúkardú) Vilmos (931–942)
- I. (Félelemnélküli) Richárd (942–996)
- II. (Jó) Richárd (996–1026)
- III. Richárd (1026–1027)
- I. (Fényes) Róbert (1027–1035)
- II. (Hódító) Vilmos (1035–1087) Anglia királya 1066-tól

## A normannok Dél-Európában
Az, hogy miképp jutottak el a normannok Dél-Európába, még ma sem feltárt folyamat. Annyi bizonyos, hogy kisebb csapatokban érkeztek, és mint zsoldosok harcoltak, gyakran egymás ellen is. Főleg olyan családok fiai hagyták ott Normandiát, akik szegények voltak és a társadalmi felemelkedésre, meggazdagodásra több lehetőséget láttak délen. Egyre több földet vontak ellenőrzésük alá, így lassan kialakultak a normann fennhatóság alatt álló területek, amelyek más és más kulturális és vallási háttérrel rendelkeztek. Már 1030-ban egy normann lett Aversa grófja, s egyik utódja 1058-ban Capua hercege. De normannok vezették Beneventót és Salernót is. Ezek latin kultúrájú, katolikus vallású területek voltak.

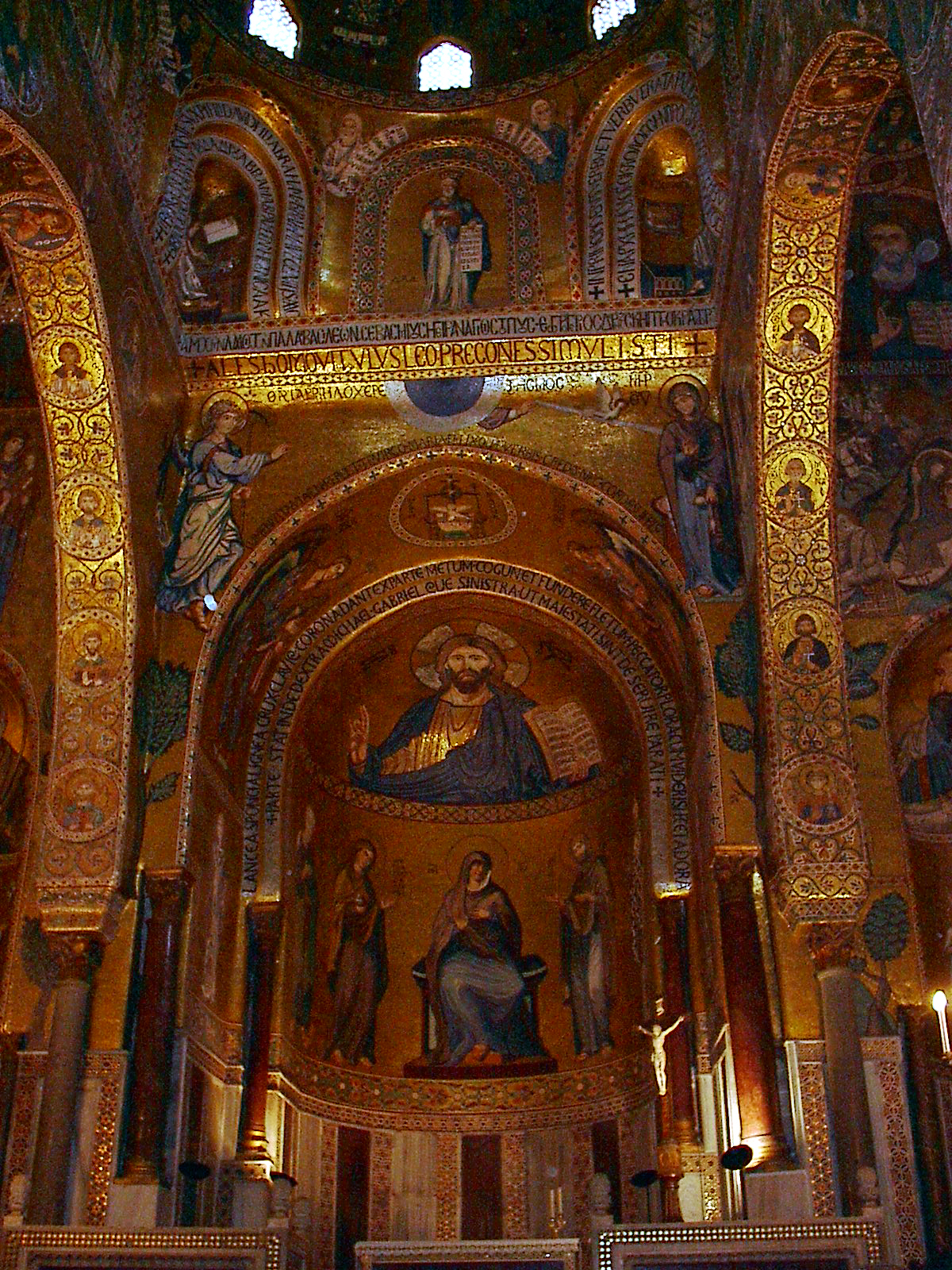
A Capella Palatina bizánci mozaikjai

A legjelentősebb dél-itáliai normann család a Hauteville-család volt, amelynek tagjai szegény sorból származtak, és így váltak Apulia, Calabria és Szicília uraivá. Tankrédnak, a dinasztiaalapítónak két házasságból tizenkét fia született, akik közül nyolcan indultak el szerencsét próbálni; közülük kettő írta be magát Európa történelmébe. Guiscard Róbertet (guiscard jelentése ravasz, furfangos) 1059-ben iktatta be a pápa a bizánci kultúrájú és jellemzően görög ortodox vallású Apulia és Calabria hercegségébe, 1071-ben pedig meghódította Bizánc utolsó itáliai erősségét, Barit. Asszimilációs törekvései oda vezettek, hogy nem normann feleségétől származó idősebb fiát tette meg örökösévé, hanem előkelő longobárd származású feleségétől származó második fiát. Az elsőszülött fiú a Szentföldre vezető keresztes hadjáratban vett részt, és 1099-ben I. Bohemund néven Antiochia fejedelme lett. Utódai 1287-ig uralkodtak.
Róbert öccse, Roger meghódította Szicíliát, és a terület grófja lett. Szicília már majd két évszázada muzulmán fennhatóság alatt állt, így az egyház támogatta Roger hódító hadjáratát, amelyet egyfajta keresztes háborúnak tekintettek. Fiát Róbert utódainak halála után 1130-ban II. Roger néven Szicília, valamint Apulia és Capua hercegségek királyává koronázták.
Szicília II. Roger és utódai uralkodása alatt a legmagasabb színvonalat érte el mind a kultúrában, mind a művészetekben. Az itáliai normann királyság volt a latin, a görög és az arab művészet és tudomány találkozó pontja, amely sok külföldit vonzott, világi személyt éppen úgy, mint egyházit. A királyságban vallási türelmet tanúsítottak az arab tudósok iránt, így gondtalanul taníthattak és dolgozhattak. Ennek remek példája, hogy a kitűnő földrajztudós, al-Idríszi fő művének a Roger könyve címet adta. Az udvarban sok muzulmán töltött be magas tisztséget, és az araboknak külön negyedük volt mecsettel és saját bírósággal.

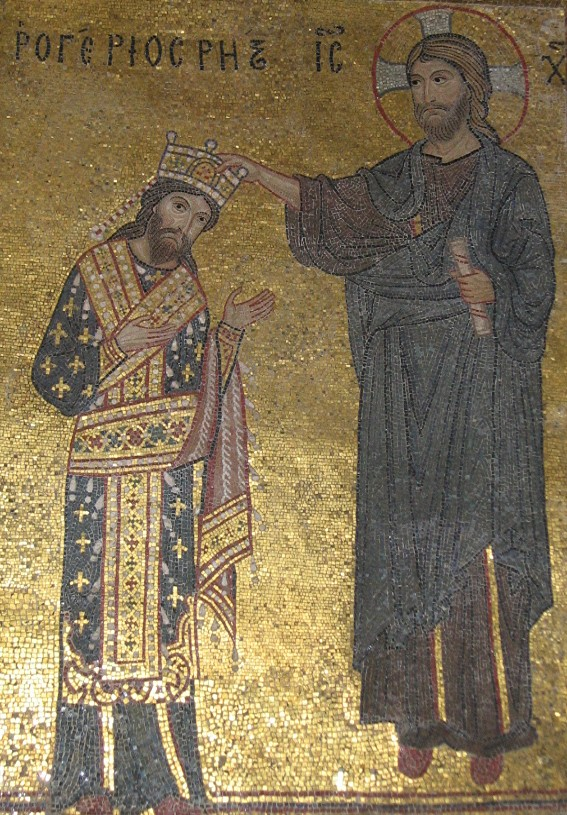
Jézus királlyá koronázza II. Rogert (mozaikrészlet a Martonara templomból)

A szicíliai normann építészet semmiben sem hasonlít az Angliában fellelhető normann stílusú épületekhez, hiszen gyökerei az arab, a bizánci és az itáliai hagyományokból táplálkoznak. Palermóban a Capella Palatinának, a királyi palota kápolnájának falait bizánci mozaik borítja, a királyi lakosztály keleti stílusban készült. A királyi palástot, amely az uralkodó saját selyemgyártó műhelyében készült, arab szöveg díszíti. De a Martonara templom mozaikján a bizánci öltözetű II. Rogert maga Krisztus koronázza meg.
A Szicíliai Királyság mindig ingatag helyzetben volt, az invesztitúraharc közepette meg kellett védenie magát mind a pápa, mind a német–római császár túlzott befolyásától. Ez – mivel járatosak voltak a diplomácia művészetében – igen sokáig jól sikerült. De miután II. Vilmos feleségül adta lányát Barbarossa Frigyes német-római császár fiához, Henrikhez, és fiúörökös nélkül meghalt, a trónt öt évnyi polgárháborút követően a vő mint VI. Henrik német-római császár foglalta el 1194-ben. Szicília továbbra is önálló királyság maradt, de már német fennhatóság alatt. Ezzel a szicíliai normann királyok dicsőséges korszaka véget ért.

### Szicília normann uralkodói
- I. Roger, Szicília grófja (megh. 1101)
- II. (Nagy) Roger (király 1130-1154)
- I. (Rossz) Vilmos (1154-1166)
- II. (Jó) Vilmos (1166-1189)
- Leccei Tankréd (1189-1194)
- III. Vilmos (1194); megfosztották trónjától

## Anglia meghódítása

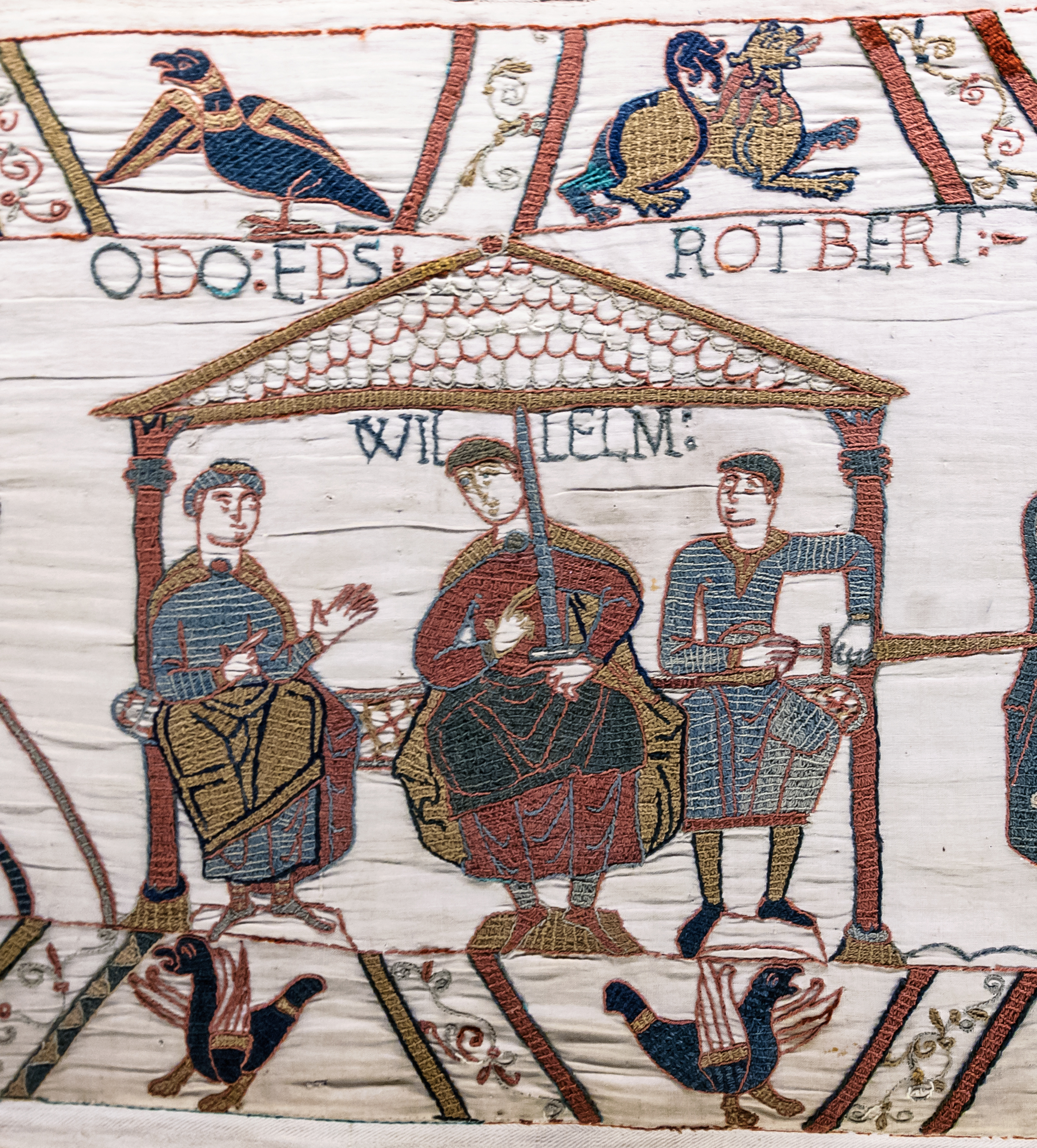
Hódító Vilmos két testvérével. Részlet a bayeux-i faliszőnyegről

Amikor 1013-ban a dánok elfoglalták Angliát, Ethelred király kisebbik fia, Edward Normandiába menekült a rokonaihoz, hiszen anyja II. Richárd normann herceg lánya volt. Nem is tért vissza egészen 1042-ig, amikor Nagy Knut fia, Hardikanut (aki anyja révén a féltestvére volt) meghalt. A mélyen vallásos Edward örökölte meg az angol trónt, s III. Edward néven királlyá koronázták. Bár megígérte Vilmos normandiai hercegnek, hogy ő lesz az örököse, halála után, amely 1066 januárjában következett be, az angolok mégis sógorát, Harold Godwinssont (II. Harold) választották királlyá.
Az angol trónnak Vilmoson kívül volt még egy várományosa, Harald Hardrada (III. Harald norvég király), aki szeptemberben meg is támadta az országot, ám az angolok Stamford Bridge-nél győzelmet arattak fölötte. De Haroldnak nem volt ideje ünnepelni, mert hírül vette, hogy Vilmos is partra szállt 6000 harcosával. Katonáival erőltetett menetben vonult Yorkból Londonba és onnan Sussexbe. A két sereg Hastingsnél csapott össze 1066. október 14-én, és Vilmos kisebb létszámú, de jobban felszerelt, ütőképesebb serege legyőzte a csatáktól és a hosszú meneteléstől megfáradt angolokat. Maga Harold is meghalt, valószínűleg egy nyílvessző találta el.
A történelemben ritkán fordul elő, hogy egyetlen csata kimenetele alapvetően megváltoztatja egy ország további sorsának alakulását. A hastingsi csata ilyen esemény volt. Vilmos szinte azonnal Londonba ment, és 1066 karácsonyán a Westminster-székesegyházban királlyá koronázták. Ezzel Anglia egy új uralkodóházat, új arisztokráciát, új művészetet kapott. Vilmos megtartotta az angol jogrendet, aminek jele, hogy a Witan, az ősi angol közjogi intézmény továbbra is zavartalanul működött, és megmaradt a bíróságok joghatósága. De felbomlott a régi angol társadalom, mert a normannok a maguk fejlettebb feudális rendszerét vezették be.
Első lépésként Vilmos Anglia teljes területét királyi tulajdonnak nyilvánította, és megfosztotta az angol birtokosok legtöbbjét földjétől, hogy azokat saját lovagjainak adja hűbérbe, akiknek pedig meghagyta, azokat lovagi szolgálatra kötelezte. Így lett Anglia a feudális monarchia legtökéletesebb példája, hiszen Vilmos nemcsak király volt, hanem minden földterület hűbérura, akinek kénye-kedvétől függött a birtokok adományozása vagy éppen elvétele. 1086-ban addig páratlan lépést tett: minden hűbérbirtokát (tehát Anglia teljes területét) az azon szolgáló lakosokkal együtt összeíratta egy jegyzékben, amelyet a kiváltságait féltő nemesség Doomsday Booknak, Ítéletnapi könyvnek nevezett el. Ez volt Európa első ilyen nagy jellegű, szinte statisztikai igényű felmérése.

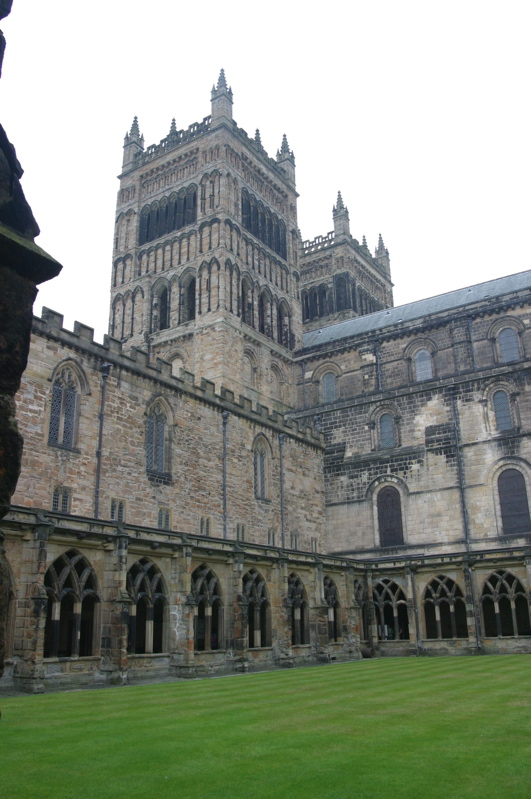
A durhami székesegyház a normann építészet egyik legszebb példája

Az angol egyházi birtokokat megtarthatták a püspökségek, de a király őket is szolgálatra kötelezte. Az anyaszentegyházzal egyébként sem volt zavartalan a kapcsolata. Bár a trónját a pápa támogatásával szerezte meg, Vilmos nem tett hűségesküt VII. Gergely pápának, és ragaszkodott az őt megillető jogokhoz: a pápai bullákat csak az ő engedélyével lehetett kihirdetni, és vétójoga volt a püspökök kinevezésénél. Így a pápa a többi európai országgal ellentétben Anglia belpolitikájába nem szólhatott bele. Az anglikán egyház kialakulásának csírája már ekkor el volt vetve.
A normannok összehasonlíthatatlanul gazdagabbak lettek angliai birtokaik által, mint voltak Normandiában. Ezt a gazdagságot pedig építkezésekre fordították. Kialakult a jellegzetes normann stílus, amelynek a normann hercegségben csak a nyomai voltak fellelhetőek. Szinte az összes angolszász építményt elbontották, és helyükbe felépítették pompázatos épületeiket. Mivel volt pénzük, hogy óriási méretekben kísérletezhessenek, megszületett a bordás boltozat, a korabeli mérnöki tudomány csodája. Hatalmas épületeik még ma is uralják a körülöttük fekvő táj képét. Ezek az építmények nem jöhettek volna létre a szakképzett angol mesterek és az angol építőmunkások nélkül.
A normannok helyzete Angliában alapvetően különbözött a normandiaitól. Itt ők voltak a betolakodók, és ha Normandiában meg is engedhették maguknak, hogy időnként lázadjanak a herceg uralma ellen, Angliában egy ilyen lázadás a király ellen végzetes következményekkel járt volna. Az angoloktól, főleg a közrendűektől, egyébként is elszigetelte őket a nyelv, hiszen az udvarban majd két évszázadon keresztül a francia volt az elfogadott, bár Vilmos az intézkedéseit angol nyelven is kiadta. Ennek ellenére megkezdődött a közeledés a két nemzet között, s a normannok házasságok révén igyekeztek kapcsolatokat kiépíteni az angol nemességgel. Vilmos fia, I. Henrik Vasbordájú Edmund dédunokáját, Editet vette feleségül, akinek a nevét az előkelő normannok között népszerű Matildra változtatták.

### Anglia normann uralkodói
- I. (Hódító) Vilmos ˙(1066–1087)
- II. Vilmos (Rufus) (1087–1100)
- I. Henrik (1100–1135)
- Blois-i István (1135–1154)

## A normannok történelmi jelentősége
Anglia meghódítása betetőzte a normannok katonai sikereit. Büszkeségük határtalan volt: saját országgal és olyan királlyal rendelkeztek, aki egyenrangú a francia királlyal. Az angol alattvalóknak az volt a fontos, hogy az országukban rend és nyugalom legyen, és azt a királyt támogatták, aki ezt megteremtette. Így fordulhatott elő, hogy majdnem 40 évvel a hastingsi csata után Vilmos fia, I. Henrik a testvére, II. Róbert normandiai herceg ellenében angol segítséggel szerezte meg a trónt; a Tinchebrai melletti csatában most az angol íjászok bizonyultak jobbnak. Az utódlásért folytatott harc közben elmélyültek az ellentétek a jórészt Angliában élő normannok és a Normandiában élő normannok között, ezért elkerülhetetlenül bekövetkezett a szakítás: amikor 1204-ben János király elveszítette Normandiát, s a normann uraknak választaniuk kellett, immár nem Anglia és Normandia, hanem Anglia és Franciaország között választottak. Döntésüket természetesen befolyásolta az a tény, hogy kinek hol voltak nagyobb, gazdagabb birtokai.

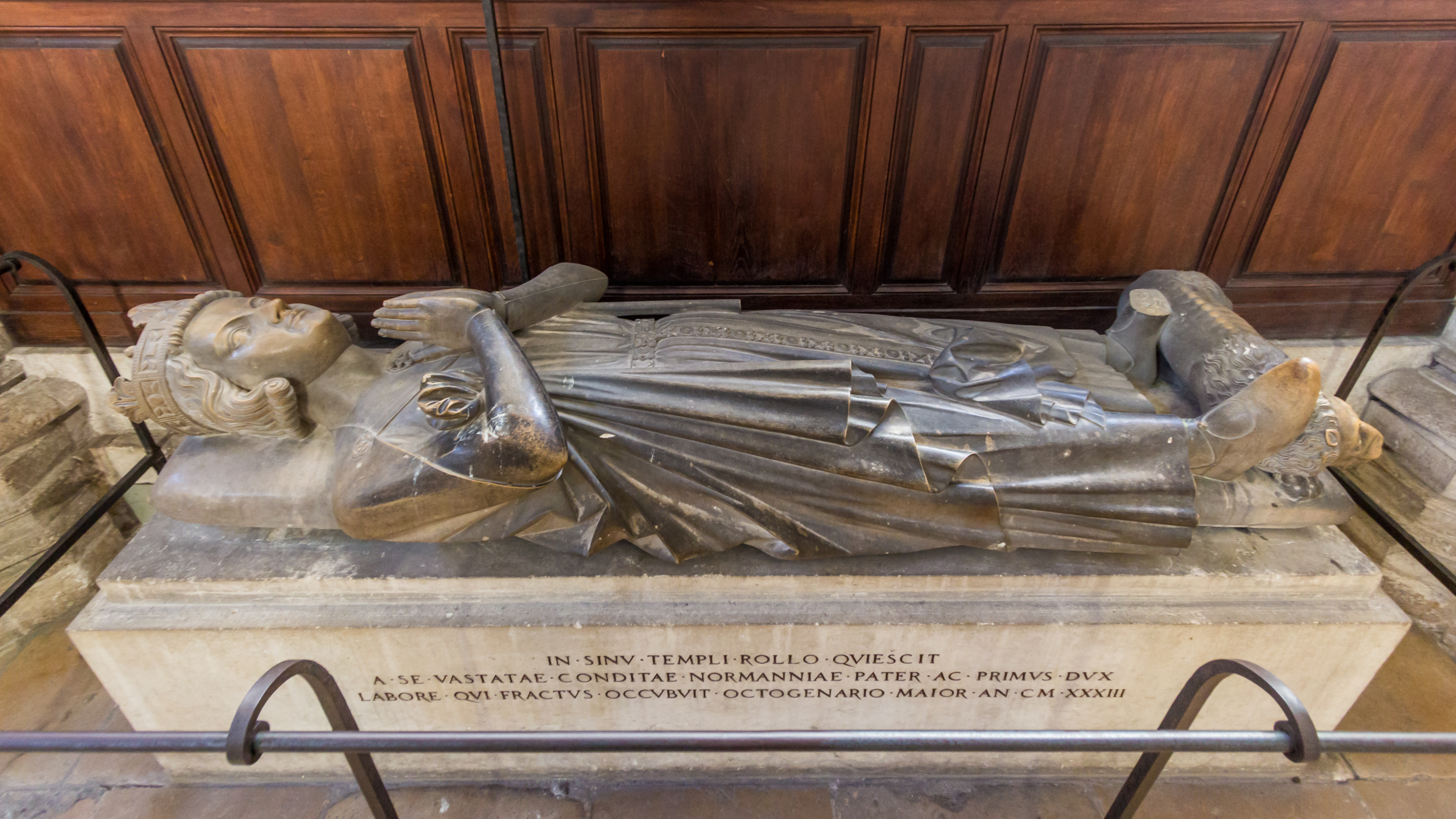
Rollónak, Normandia első hercegének sírja a roueni székesegyházban

A normannok nemcsak hódításaikról, katonai sikereikről voltak nevezetesek, hanem arról is, ahogyan magukévá tették és magasabb szintre emelték a meghódított népek műveltségét. Amikor megalapították Normandiát, igen gyorsan sajátították el a frank civilizációt, és európai hírű oktatási intézményeket hoztak létre. A Szicíliai Királyság korának legmagasabb kulturális fokán állt, és bizánci stílusú épületei ma is megcsodálhatóak. Angliában Lanfranc és Anzelm olyan sikerrel reformálták meg az angol egyházat, hogy az angol szerzeteseket szívesen hívták Európa minden országába. A normann stílusban épült székesegyházak Európa legnagyszerűbb építészeti alkotásai közé tartoznak. Sok történész szerint a normannok voltak a történelem legtürelmesebb, legmegértőbb kultúrapártolói.
A normannok a 13. század végére eltűntek a történelem színpadáról. Angliában már 1154-től az Anjou-házi II. Henrik, Szicíliában 1194-től VI. Henrik német-római császár uralkodott, Antiókhiában pedig 1287-ben halt ki a normann származású uralkodóház. De a normannok nyomai, akik rövid, de mozgalmas történelmük során angolokká, franciákká vagy éppen szicíliaiakká váltak, kitörölhetetlenek Európa egyetemes történelméből.
Számos világhírű személy akad, akiknek vannak normann gyökerei. Egyikük Elvis Presley, akinek a családfáján akadnak franciaországi normann ősök.